# Alberto Malcher
Alberto Malcher (Rio de Janeiro, 1908 – 1966) brazil nemzetközi labdarúgó-játékvezető. Teljes neve Alberto da Gama Malcher.

## Pályafutása
Játékvezetésből Rio de Janeiróban vizsgázott. Vizsgáját követően a Rio de Janeirói Labdarúgó-szövetsége által üzemeltetett labdarúgó bajnokságokban kezdte sportszolgálatát. A Brazil Labdarúgó-szövetség Játékvezető Bizottságának (JB) minősítésével a Brasileirão játékvezetője. Küldési gyakorlat szerint rendszeres partbírói szolgálatot is végzett. A nemzeti játékvezetéstől 1962-ben visszavonult.

### Nemzetközi játékvezetés
A Brazil labdarúgó-szövetség JB terjesztette fel nemzetközi játékvezetőnek, a Nemzetközi Labdarúgó-szövetség (FIFA) 1948-tól tartotta nyilván bírói keretében. A FIFA JB központi nyelvei közül a spanyolt beszélte. Több nemzetek közötti válogatott és Dél-Amerikai klubmérkőzést vezetett, vagy működő társának partbíróként segített. A  nemzetközi játékvezetéstől 1962-ben búcsúzott.

#### Labdarúgó-világbajnokság
Az 1950-es labdarúgó-világbajnokságon a FIFA JB játékvezetőként foglalkoztatta. Partbírói feladatokat nem kellett végeznie. Világbajnokságon vezetett mérkőzéseinek száma: 1.
| Időpont          | Helyszín                         | Mérkőzés típusa              | Mérkőzés            | Eredmény | Nézők száma |
| ---------------- | -------------------------------- | ---------------------------- | ------------------- | -------- | ----------- |
| 1950. június 29. | Maracanã Stadion, Rio de Janeiro | csoportmérkőzés (2. csoport) | Spanyolország–Chile | 2 – 0    | 38 000      |

#### Copa América
Az 1949-es Copa América és az 1959-es Copa América labdarúgó tornán a COMNEBOL JB bíróként alkalmazta.

##### 1949-es Copa América
| Időpont           | Helyszín                             | Mérkőzés típusa | Mérkőzés                               | Eredmény | Nézők száma |
| ----------------- | ------------------------------------ | --------------- | -------------------------------------- | -------- | ----------- |
| 1949. április 13. | São Januario Stadion, Rio de Janeiro | csoportmérkőzés | Uruguay–Ecuador                        | 3 – 2    | 30 000      |
| 1949. április 17. | São Januario Stadion, Rio de Janeiro | csoportmérkőzés | Bolívia–Uruguayi labdarúgó-válogatott  | 3 – 2    | 8000        |
| 1949. április 25. | Estádio do Pacaembu, São Paulo       | csoportmérkőzés | Uruguayi labdarúgó-válogatott–Kolumbia | 2 – 2    | 14 000      |
| 1949. április 27. | GSP Stadion, Santos                  | csoportmérkőzés | Peru–Bolíviai labdarúgó-válogatott     | 3 – 0    | 12 000      |
| 1949. április 30. | São Januario Stadion, Rio de Janeiro | csoportmérkőzés | Brazília–Uruguayi labdarúgó-válogatott | 5 – 1    | 45 000      |

##### 1959-es Copa América
| Időpont           | Helyszín                        | Mérkőzés típusa | Mérkőzés                                                    | Eredmény | Nézők száma |
| ----------------- | ------------------------------- | --------------- | ----------------------------------------------------------- | -------- | ----------- |
| 1959. március 8.  | MonumentalStadion, Buenos Aires | csoportmérkőzés | Uruguayi labdarúgó-válogatott–Bolíviai labdarúgó-válogatott | 7 – 0    | 35 000      |
| 1959. március 15. | MonumentalStadion, Buenos Aires | csoportmérkőzés | Paraguay–Bolíviai labdarúgó-válogatott                      | 5 – 0    | 40 000      |
| 1959. március 18. | MonumentalStadion, Buenos Aires | csoportmérkőzés | Argentína–Perui labdarúgó-válogatott                        | 2 – 0    | 70 000      |
| 1959. április 2.  | MonumentalStadion, Buenos Aires | csoportmérkőzés | Paraguayi labdarúgó-válogatott–Perui labdarúgó-válogatott   | 2 – 1    | 5000        |